# Sergej Nikiforovič Kruglov
Sergej Nikiforovič Kruglov, vero cognome Jakovlev (in russo Сергей Никифорович Круглов, Яковлев?; Ust'e, 15 ottobre 1907, 3 ottobre del calendario giuliano – Pravdinskij, 6 luglio 1977), è stato un generale e politico sovietico.

## Biografia
Nato nel Governatorato di Tver', fu membro del Partito Comunista di tutta l'Unione (bolscevico) dal 1928. Tra il 1929 e il 1930 servì nell'Armata Rossa, mentre negli anni trenta studiò presso l'Istituto pedagogico industriale "Karl Liebknecht", poi presso il settore giapponese dell'Istituto di orientalistica di Mosca e infine presso l'Istituto storico dei "professori rossi". Dal 1937 operò come funzionario del reparto organizzativo del Comitato centrale e dal 1938 lavorò nell'NKVD. Dal 1939 fu vicecomissario del popolo per gli affari interni dell'URSS, dal 1941 primo vicecommissario e dal 1945, quando ricevette il grado di Colonnello generale, commissario del popolo e poi ministro degli interni fino al 1956 (da marzo a giugno 1953 fu ministro Lavrentij Berija e Kruglov ne fu primo viceministro). Dal 1956 fu viceministro della costruzione di centrali elettriche e dal 1957 vicepresidente del sovnarchoz del Distretto economico-amministrativo Kirovskij, mentre nel 1958 fu mandato in pensione e nel 1960 escluso dal PCUS (del cui Comitato centrale aveva fatto parte dal 1952 al 1956) dalla Commissione per il controllo partitico per "violazione della legalità socialista". Morì nel 1977 investito da un treno.